# Ca' dei Carraresi
Ca' dei Carraresi è un palazzo medievale situato nel centro storico di Treviso, tra il fiume Cagnan e via Palestro, sede di importanti mostre e convegni.

## Storia
Dalle prime fonti documentarie relative all'edificio di epoca duecentesca non è possibile dedurre se gli ambienti di Ca' dei Carraresi fossero allora destinati ad abitazione privata o fossero fin dall'inizio utilizzati, come avvenne più tardi, quale luogo di pubblico servizio di ristoro e di ostello.
Nel 1354, un edificio denominato "osteria alla Croce" (domus a Cruce o domus sive hospicium de la Croce in un altro documento coevo), venne venduto dalla famiglia del notaio Patresello ai veneziani Desenove che nel 1369 lo rivendettero a loro volta a Paolo di Gherardo da Venezia. 
L'osteria è descritta con precisione negli inventari del 1376 e del 1386 e anche i confini della proprietà sono riportati in più atti notarili.
I due lati della casa, sul fiume e sulla strada furono, tra il 1396 ed il 1397, oggetto di importanti interventi edilizi: si procedette in particolare alla sostituzione dei pilastri lignei che affondavano nel fiume Cagnan con analoghi in muratura e all'edificazione di una terrazza (o podiulum), sempre in muratura, che sostituiva la preesistente in legno. 
Alle autorizzazioni richieste al podestà di Treviso nel 1397 e nel 1402 fece seguito la sostituzione delle vecchie colonne in legno, poste lungo la calesella con altre in muratura (fu posta però la condizione che i nuovi pilastri non sconfinassero sul suolo pubblico e che i portici rimanessero aperti al libero passaggio di tutti i cittadini).
Il fatto che proprio in questi documenti, di poco posteriori alla breve dominazione dei Carraresi (1384-1388), non si faccia mai menzione della famiglia padovana (che risiedeva invece nell'attuale palazzo Bomben), sembra escludere che il palazzo sia mai stato adibito a residenza della famiglia di Francesco da Carrara.
Il nome Ca' dei Carraresi deriva probabilmente dal fatto che l'hospicium era stato adibito a sede di funzionari e soldati della nobile Famiglia, che forse lo requisì per un certo periodo (vicende queste desumibili soprattutto dalla presenza sulla facciata dell'edificio del loro stemma). Il 29 novembre 1388 i trevisani decretarono la cancellazione di quelle insegne: la mano di intonaco che ricoprì i tre stemmi ha permesso, nel corso del Novecento, di riportarli alla luce.
La confinante Casa Brittoni, ricca di affreschi ancora visibili, fu nel 1396 acquistata da Giovanni Berton, gestore dell'Osteria alla Croce, e da allora ha seguito le vicende di Ca' dei Carraresi.
Lo storico complesso Carraresi-Brittoni, pervenuto nel patrimonio di Fondazione Cassamarca, è stato restaurato nel 1987 e destinato a Centro Convegni ed Esposizioni.

## Descrizione
Come confermano esempi documentati e altri palazzi coevi ancora esistenti, l'impostazione complessiva dell'edificio, le fondazioni sull'acqua e l'impiego sofisticato dei mattoni, è tipica dell'architettura medioevale trevigiana.

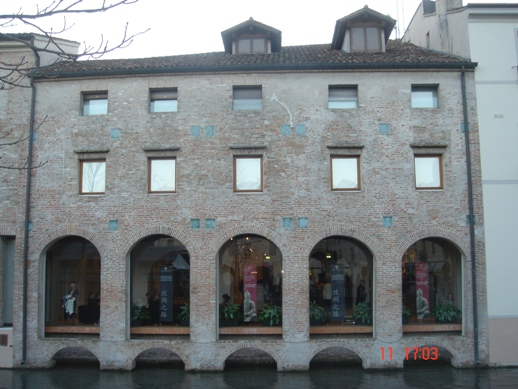
Facciata verso il fiume Cagnan

### Esterno
La facciata sul lato di Via Palestro è caratterizzata dal portico a cinque arcate a tutto sesto sorretto da quattro pilastri in pietra d'Istria a base quadrata e dalla serie di quattro eleganti trifore (interrotta da una bifora) che si aprono al primo piano. Al secondo piano cinque piccole finestre quadrate, in corrispondenza delle arcate del portico, e due oculi ciechi ai lati della finestrella centrale completano la distribuzione simmetrica.
La realizzazione, infine, di posta sotto il portico rivolto sul Cagnan, dove un tempo trovava posto una terrazza, crea un nuovo e affascinante rapporto tra Casa dei Carraresi e l'acqua.
La facciata sul lato della Pescheria, un tempo era caratterizzata dalla terrazza, oggi sostituita da una grande vasca in marmo di Pietrasanta, bagnata dal fiume Cagnan che scorre in parte sotto la casa stessa. 
Richiamano la struttura simmetrica della facciata di Via Palestro, le cinque grandi aperture con arcate a tutto sesto poggianti su archetti ribassati, le altrettante finestre rettangolari al piano nobile e le finestrelle quadrate all'ultimo piano.

### Interno
Il rilevante intervento di recupero ha consegnato un particolare assetto strutturale del piano terra e del primo piano, in cui la tripartizione originale è oggi sottolineata dalla presenza di due muri con ampie aperture che racchiudono i sistemi di collegamento verticale, scala e ascensore, che ha indirizzato la scelta progettuale verso una funzione espositiva di tali spazi.
L'ultimo piano, invece, ospita una moderna sala conferenze, in cui la maestosa presenza della copertura lignea crea uno spazio caldo e accogliente.
Nel complesso, la Casa dei Carresi-Brittoni sviluppa una superficie lorda di circa 3214 m² e mette a disposizione una superficie espositiva netta di 2049 m² comprensiva di 536 m² adibiti a servizi (guardaroba, collegamenti, magazzini, uffici, servizi, guardiania, ecc.).